# Nyctemera atralba
Nyctemera atralba är en fjärilsart som beskrevs av Jacob Hübner 1820. Nyctemera atralba ingår i släktet Nyctemera och familjen björnspinnare. Inga underarter finns listade i Catalogue of Life.